# André Dahl
Pour les articles homonymes, voir Dahl.
André Dahl, nom de plume de Léon Kuentz (né à Lyon le 6 février 1886 - mort à Paris 18e le 11 septembre 1932), est un journaliste, écrivain et directeur de théâtre français.

## Biographie

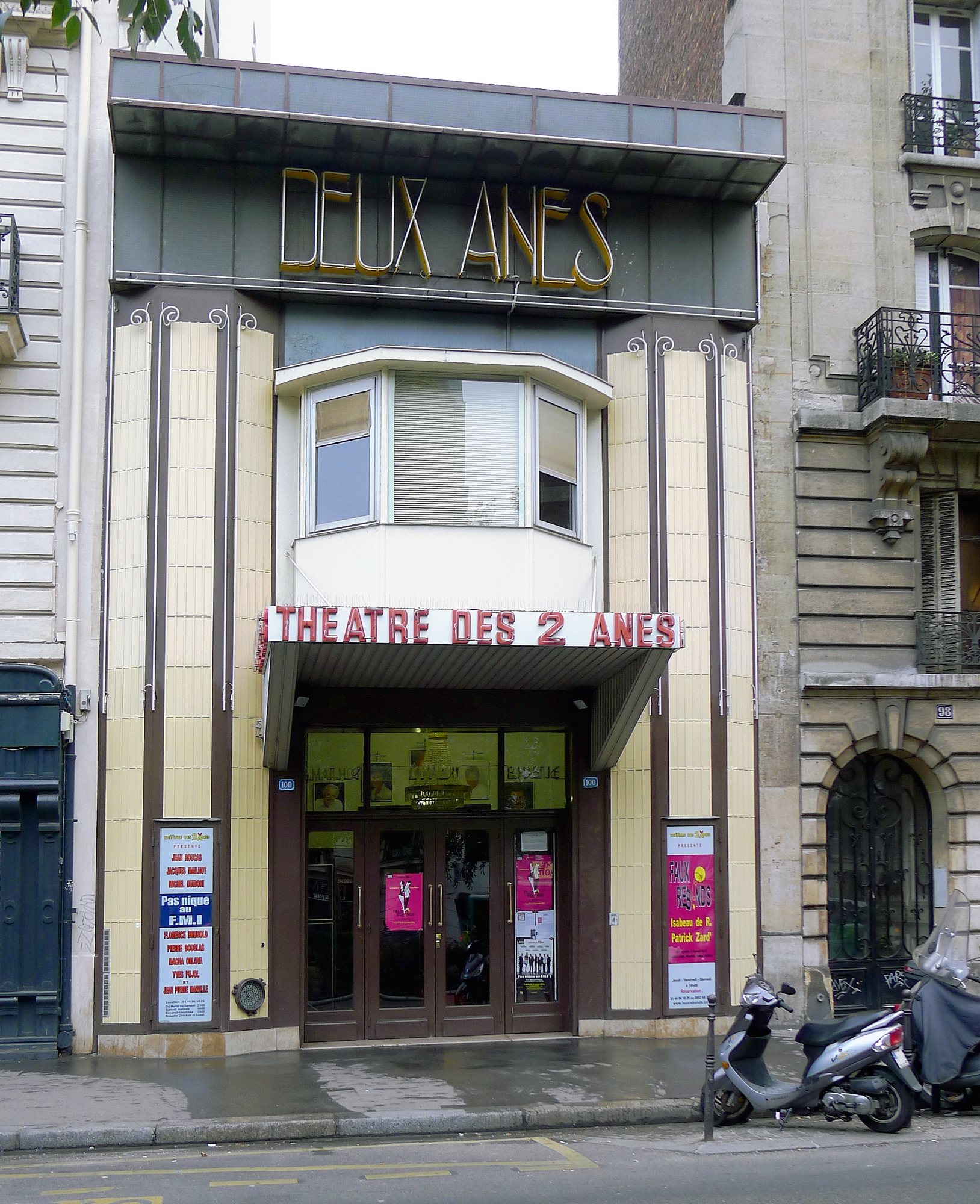
Le théâtre des Deux Ânes qu'il fonde en 1922.

Il débute comme revuiste à Montmartre. Il donne avant guerre des articles aux Hommes du jour, au Matin, au Journal, à L'Assiette au beurre. Il fonde l'hebdomadaire satirique Le Merle blanc. Il entre au Canard enchaîné dans les deux dernières années de la Première Guerre mondiale. Il écrit des articles pour le journal Les Hommes du jour.
Il dirige différents cabarets artistiques : le Moulin de la chanson et le Théâtre des Deux Ânes qu'il fonde en 1922 avec Roger Ferréol. Il fait appel à José de Bérys qui devient le secrétaire général du cabaret.
Il meurt en son domicile (20 rue Chappe) le 11 septembre 1932 d'une méningite aiguë dont les premiers symptômes s'étaient déclarés 8 jours plus tôt.

## Théâtre
- L'Œil de Paris, La pie qui chante, 1921 lire en ligne sur Gallica
- 1926 : No no ta dette, revue de Pierre Veber et André Dahl, Moulin de la chanson. Le titre est un jeu de mots sur celui de la comédie musicale No, No, Nanette et fait allusion à la dette publique française consécutive à la Première Guerre mondiale.
- 1927 : Humourican Legion, La Boîte à Fursy
- 1928 : Paramount là-dessus, revue de Lucien Boyer et André Dahl, Moulin de la chanson

## Adaptations au cinéma
- 1931 : Quand te tues-tu ? réalisé par Roger Capellani
- 1953 : Quand te tues-tu ? réalisé par Émile Couzinet